# Пузирі (майстри кераміки)
Пузирі́ — сім'я українських майстрів кераміки XIX, початку XX століття.
Мусій Пузир (1812—1895) з 1842 року мав керамічну майстерню в Радичеві на Чернігівщині, де працював з синами Лаврентієм (1845—1917) та Григорієм (близько 1850—1930). Згодом Лаврентій мав власну майстерню в Новгороді-Сіверському. 
Пузирі виготовляли декоративний та ужитковий посуд, розмальований рослинним орнаментом і горизонтальними смугами. 
Роботи майстрів зберігаються в музеях Києва, Чернігова.